# منتخب أنغولا لكرة القدم للسيدات
منتخب أنغولا الوطني لكرة القدم للسيدات هو ممثل أنغولا الرسمي في المنافسات الدولية في كرة القدم للسيدات.